# Synagoga v Jindřichově Hradci
Synagoga v Jindřichově Hradci je bývalá židovská modlitebna, jež se nachází severně od náměstí Míru v Kostelní ulici jako dnešní čp. 188.
Vznikla v roce 1770, asi na místě starší budovy. V roce 1801 velký požár zničil původní synagogu, ale brzy poté byla obnovena (1803). Novostavba synagogy v roce 1867 v novogotickém slohu rozšířila její kapacitu i o židovskou školu.
Je chráněna jako kulturní památka České republiky. Na průčelí domu najdeme gotická okna a ve štítě románský vlys.
K bohoslužbám se synagoga využívala do 2. světové války, od roku 1952 slouží Církvi československé husitské. Na fasádě je umístěna pamětní deska obětem nacismu. Původní zařízení se nedochovalo.